# 생계비
생계비(生計費), 또는 생활비는 노동자의 생존을 유지하는 비용이며 임금결정 요인이 된다. 임금의 기능이 생존 유지 비용으로 충족된 단계에서는 사회생활을 유지하는 데 드는 비용을 의미하기도 하다.
일상 생활에 필요로 하는 비용으로서 1개월을 단위로 하는 일정 기간 동안에 생활을 위해 구입한 생활수단의 질과 양을 화폐 수단이라는 형태로 표시할 수 있다.

## 같이 보기
- 생계비지수
- 임금